# برزیل در المپیک تابستانی ۱۹۵۲
برزیل در بازی‌های المپیک تابستانی ۱۹۵۲ که در شهر هلسینکی فنلاند برگزار شد، کاروان برزیل با ۹۷ ورزشکار در این رقابت‌ها شرکت کرد و موفق به کسب ۳ مدال (۱ طلا، ۰ نقره، ۲ برنز) شد. در جدول رتبه‌بندی توزیع مدال‌ها، برزیل در ردهٔ ۲۴ مسابقات قرار گرفت.